# Venturia peringueyi
Venturia peringueyi là một loài tò vò trong họ Ichneumonidae.